# Сулімов Данило Єгорович
Данило Єгорович Сулімов (22 грудня 1890, селище Міньярського металургійного заводу біля Челябінська Уфимської губернії, тепер місто Міньяр Челябінської області, Російська Федерація — розстріляний 27 листопада 1937, місто Москва) — радянський державний і партійний діяч, голова Ради народних комісарів Російської РФСР. Кандидат у члени ЦК РКП(б) у 1921—1923. Член ЦК ВКП(б) у 1923—1937. Член Організаційного бюро ЦК ВКП(б) з 16 квітня 1927 по 23 червня 1930 року. Член ВЦВК і ЦВК СРСР.

## Біографія
Народився в родині робітника-прокатника в селищі Міньярского металургійного заводу. У 1902 році закінчив початкову школу при Міньярскому заводі.
З 1904 по травень 1914 року — розсильний в цеху, учень в механічному цеху, учень в конторі, конторник, вагар на складі Міньярского металургійного прокатного заводу на Уралі.
Член РСДРП(б) з грудня 1905 року.
У 1907 році обраний членом Міньярского комітету РСДРП(б). Неодноразово був арештований.
У червні — грудні 1914 року — десятник на будівництві цементного заводу в Західному Сибіру.
Під час Першої світової війни, в січні 1915 році був мобілізований в російську армію. З січня 1915 по червень 1917 року — рядовий запасного полку, робітник збройних майстерень в містах Уфі та Глазові.
У червні 1917 — травні 1918 року — на партійній, профспілковій і радянській роботі на металургійних заводах Південного Уралу в Міньярі, Сімі, Аші та Златоусті.
З травня 1918 року — член Президії обласного Правління заводів Уралу. У 1918—1919 роках — член колегії Гірничометалургійного відділу ВРНГ РРФСР.
З серпня 1918 року — голова виконавчого комітету Пермського губернської ради. У листопаді — грудні 1918 року — голова виконавчого комітету Пермського міської ради.
У 1919 році — член Самарської ради народного господарства.
У січні — вересні 1919 року — заступник начальника політичного відділу, політичний комісар при помічнику командарма 5-ї армії РСЧА.
З вересня 1919 року — голова Челябінського губернського революційного комітету, голова Челябінського губернського організаційного бюро РКП(б), голова Челябінської губернської  ради народного господарства (раднаргоспу). У грудні 1919 — лютому 1920 року — голова Челябінського губернського комітету РКП(б).
У березні 1920 — липні 1921 року — голова Правління заводів Південного Уралу в місті Златоусті. У липні 1921 — жовтні 1923 року — голова Уральського промислового бюро ВРНГ РРФСР в місті Єкатеринбурзі, член Уральського бюро ВЦРПС, член Уральського бюро ЦК РКП(б). У 1923 році — голова Уральської економічної наради.
У грудні 1923 — березні 1926 року — голова виконавчого комітету Уральської обласної ради.
У березні 1926 — березні 1927 року — 1-й секретар Уральського обласного комітету ВКП(б).
22 лютого 1927 — 3 листопада 1930 року — 1-й заступник народного комісара шляхів сполучення СРСР.
3 листопада 1930 — 27 червня (офіційно 22 липня) 1937 року — голова Ради Народних Комісарів РРФСР.
На честь Данила Сулімова у 1934—1937 роках місто Черкеськ мало назву Сулімов.
Заарештований органами НКВС 27 червня 1937 року. 25 червня 1937 року виключений із складу ЦК ВКП(б), а 1 серпня 1937 року — виключений із складу ВЦВК. Звинувачений в шкідництві, шпигунстві та участі в контрреволюційній терористичній організації. 27 листопада 1937 року смертний вирок затверджений Військовою колегією Верховного суду СРСР. Страчений того ж дня. 17 березня 1956 року реабілітований посмертно.